# Siderastrea stellata
Siderastrea stellata là một loài san hô trong họ Siderastreidae. Loài này được Verrill mô tả khoa học năm 1868.